# Chương Dzềnh Quay
Chương Dzềnh Quay (1928), nguyên là một tướng lĩnh Bộ binh của Quân lực Việt Nam Cộng hòa, cấp bậc Chuẩn tướng. Ông xuất thân từ những khóa đầu tiên sau khi trường Võ bị Liên quân từ miền Trung dời về Nam Cao nguyên Trung phần vào thời điểm Quân đội Quốc gia mới thành Lập. Ra trường ông được chọn về đơn vị Bộ binh. Ông đã bắt đầu từ chức Trung đội trưởng và tuần tự lên đến Chỉ huy cấp Sư đoàn. Song song với nhiệm vụ chỉ huy các đơn vị tác chiến, ông cũng được giữ các chức vụ Tham mưu và Hành chính Quân sự, sau cùng là Tham mưu trưởng của cấp Quân đoàn.

## Tiểu sử & Binh nghiệp
Ông sinh ngày 18 tháng 12 năm 1928 trong một gia đình nguyên gốc là người Hoa khá giả tại Móng Cái, Hải Ninh (nay là Thành phố Móng Cái, trực thuộc tỉnh Quảng Ninh) thuộc miền bắc Việt Nam. Thuở nhỏ ông học Tiểu học tại Móng Cái. Khi học lên trên, ông được gia đình có điều kiện gửi về Hồng Gai, rồi Hải Phòng và ông đã tốt nghiệp Trung học chương trình Pháp tại Hải Phòng với văn bằng Tú tài bán phần (Part I).

### Quân đội Quốc gia Việt Nam
Cuối tháng 6 năm 1951, thi hành lệnh động viên, ông nhập ngũ vào Quân đội Quốc gia, mang số quân: 48/300.470. Theo học khóa 5 Hoàng Diệu tại trường Võ bị Liên quân Đà Lạt, khai giảng ngày 1 tháng 7 năm 1951. Ngày 24 tháng 4 năm 1952 mãn khóa tốt nghiệp với cấp bậc Thiếu úy hiện dịch. Ra trường, ông được phân bổ về đơn vị Bộ binh với chức vụ Trung đội trưởng. Hơn 2 tháng sau, ngày 1 tháng 7, ông được cử làm Đại đội trưởng Đại đội 5 của Tiểu đoàn 57 Việt Nam tân lập tại Móng Cái. Đầu năm 1954, ông được thăng cấp Trung úy giữ chức vụ Tiểu đoàn phó.

### Quân đội Việt Nam Cộng hòa
Cuối năm 1955, sau khi đơn vị của ông từ Quân đội Quốc gia chuyển sang cơ cấu mới là Quân đội Việt Nam Cộng hòa, tháng 11 cùng năm ông được thăng cấp Đại úy tại nhiệm. Sau đó ông được cử theo học khóa Tiểu đoàn trưởng tại trường Đại học Quân sự Sài Gòn (tiền thân của trường Chỉ huy và Tham mưu).
Trung tuần tháng 11 năm 1956, ông được chỉ định làm Tiểu đoàn trưởng đầu tiên Tiểu đoàn 89 Việt Nam. Đến giữa năm 1958, ông được cử đi du học khóa Bộ binh cao cấp tại trường Lục quân Fort Benning, Tiểu bang Georgia, Hoa Kỳ. Đầu năm 1959 về nước, ông làm Huấn luyện viên tại Trung tâm Huấn luyện của Sư đoàn 1 Bộ binh tại Quân khu 1 ở miền Trung. Tháng 2 năm 1961, thuyên chuyển về miền Đông Nam phần, ông được cử làm Trưởng phòng 3 trong Bộ tư lệnh Sư đoàn 5 Bộ binh qua 2 vị Tư lệnh Sư đoàn là Đại tá Nguyễn Đức Thắng và Đại tá Nguyễn Văn Thiệu. Tháng 11 cùng năm, ông được thăng cấp Thiếu tá tại nhiệm.
Giữa năm 1962, chuyển xuống miền Tây Nam phần, ông được chỉ định làm Tham mưu trưởng trong Bộ Tư lệnh Sư đoàn 9 Bộ binh do Đại tá Bùi Dinh là Tư lệnh Sư đoàn. Đầu tháng 11 năm 1963, sau cuộc đảo chính Tổng thống Ngô Đình Diệm, ông chuyển ra đơn vị tác chiến giữ chức vụ Trung đoàn trưởng Trung đoàn 13 trải qua 2 vị Tư lệnh Sư đoàn: Trung tá Đoàn Văn Quảng và Đại tá Vĩnh Lộc.
Đầu tháng 2 năm 1964, sau cuộc Chỉnh lý nội bộ Chính quyền ngày 30 tháng 1 của tướng Nguyễn Khánh, ông được chuyển về Bộ tư lệnh Quân đoàn IV giữ chức vụ Chỉ huy trưởng Trung tâm hành quân trong Bộ tư lệnh Quân đoàn, phụ tá cho các Tư lệnh Quân đoàn là Trung tướng Dương Văn Đức rồi đến Thiếu tướng Nguyễn Văn Thiệu.
Tháng 4 năm 1965, ông được thăng cấp Trung tá chuyển ra Sư đoàn 21 Bộ binh giữ chức vụ Trung đoàn trưởng Trung đoàn 33 là đơn vị trực thuộc của Sư đoàn dưới quyền Đại tá Nguyễn Văn Minh tư lệnh Sư đoàn. Đến đầu năm 1966, biệt phái sang lĩnh vực Hành chính, ông được bổ nhiệm làm Tỉnh trưởng kiêm Tiểu khu trưởng Chương Thiện. Tháng 12 cùng năm, ông được trở về quân đội sau khi bàn giao Tiểu khu Chương Thiện lại cho Thiếu tá Lê Minh Đảo để đi nhận chức Tham mưu trưởng Sư đoàn 21 Bộ binh vẫn do Chuẩn tướng Nguyễn Văn Minh làm Tư lệnh. Ngày Quốc khánh Đệ nhị Cộng hòa 1 tháng 11 năm 1968, ông được thăng cấp Đại tá tại nhiệm. Cuối năm chuyển về Bộ tư lệnh Quân đoàn IV giữ chức Phụ tá hành quân cho Tư lệnh Quân đoàn là Thiếu tướng Nguyễn Viết Thanh. Tháng 8 năm 1969, ông được cử đi du học khóa Tham mưu cao cấp (khóa 1969 - 1970) thụ huấn 42 tuần tại Học viện Chỉ huy và Tham mưu Fort Leavenworth, Kansas, Hoa Kỳ. Giữa năm 1970, sau khi về nước ông được cử làm Tư lệnh phó Sư đoàn 21 Bộ binh, dưới quyền Tư lệnh Sư đoàn là Chuẩn tướng Nguyễn Vĩnh Nghi.
Đầu năm 1971, một lần nữa ông được bổ nhiệm làm Tỉnh trưởng và Tiểu khu trưởng tỉnh Phong Dinh kiêm Thị trưởng Thị xã Cần Thơ thay thế Đại tá Lê Văn Hưng được bổ nhiệm làm Tư lệnh Sư đoàn 5 Bộ binh. Ngày Quốc khánh 1 tháng 11 năm 1972, sau khi bàn giao tỉnh Phong Dinh lại cho Trung tá Lê Ngọc Đây ông được thăng cấp đặc cách cấp bậc Chuẩn tướng và được bổ nhiệm chức vụ Tư lệnh Sư đoàn 21 Bộ binh thay thế Chuẩn tướng Hồ Trung Hậu.
Thượng tuần tháng 6 năm 1973, ông được lệnh bàn giao Sư đoàn 21 lại cho Chuẩn tướng Lê Văn Hưng để một lần nữa trở lại Bộ tư lệnh Quân đoàn IV giữ chức Tham mưu trưởng Quân đoàn trải qua 2 vị Tư lệnh Quân đoàn là Thiếu tướng Nguyễn Vĩnh Nghi và Thiếu tướng Nguyễn Khoa Nam. Ông ở chức vụ này cho đến cuối tháng 4 năm 1975

## 1975
Ngày 30 tháng 4, ông cùng với gia đình di tản khỏi Việt Nam, sau đó sang định cư tại Bagneux, Pháp.

## Gia đình
- Phu nhân: Bà Liu Kin Chong

Ông bà có hai người con (1 trai, 1 gái):
Chương Văn Khánh, Chương Thục Phương

## Tặng thưởng
- Huy chương Việt Nam Cộng hòa:
-Bảo quốc Huân chương đệ tứ đẳng
-Hai mươi mốt Anh dũng Bội tinh (18 cấp Quân đội, 1 cấp Quân đoàn, 1 cấp Sư đoàn và 1 cấp Lữ đoàn)
-Huy chương đệ nhất hạng Chương mỹ Bội tinh
-Huy chương đệ nhất hạng Danh dự Bội tinh
-Huy chương Hành chính Bội tinh
-Huy chương Xã hội Bội tinh
- Huy chương Hoa Kỳ:
-Hai Huy chương The Bronze Star Medal (tặng thưởng ngày 19 tháng 2 năm 1970 và ngày 7 tháng 3 năm 1974).